# Meritxell Falgueras
Meritxell Falgueras i Febrer (Barcelona, 30 de julio de 1981) es una periodista y sumiller española.

## Trayectoria
En 2004 se licenció en Humanidades, y en 2007 ganó la Nariz de Oro Joven Promesa de Cataluña, además de clasificar tercera en el campeonato estatal. Se convirtió en redactora habitual del Time Out Barcelona, el Magazine de La Vanguardia y la revista Vinos y Restaurantes además de colaborar con Cocina, Woman, Cuadernos de El País, Gourmets de El Periódico entre otros. Tuvo un espacio en El día en la COM de COM Ràdio, de la mano de Jordi Estadella.

## Reconocimientos
Entre los reconocimientos a su labor de difusión del vino está el premio Nas d'Or de Catalunya 2006, la  Nariz de Oro Joven Promesa de Cataluña, el título de Reina del Verdejo 2008, el premio al mejor blog de vinos catalanes del 2009 por Wines and The City, el premio a la sumiller de 2011 por la revista Esquire, el nombramiento como Académica de la Academia Gastronómica de Cataluña 2015, el Mejor Libro sobre bebidas en los Gourmand World CookBook Awards 2018, el Premio al mejor vídeo sobre la DO Catalunya 2019 o el Premio especial al mejor blog sobre vinos de Gourmand World Awards 2019.

## Libros editados
- Falgueras i Febrer, Meritxell (2010). Presumeix de vins en 7 dies. Columna. ISBN 8466412999.
- Els vins de la teva vida, editorial Angle (2013). ISBN 9788415695158.
- Presumeix de vins, editorial La Butxaca (2014). ISBN 9788499307770.
- #DiVInament, editorial Larousse (2020). ISBN 9788418100093. (versió en castellàː #ConVinoConTodo, ed. Oberon)[4]